# Corydoras ambiacus
Corydoras ambiacus, tên thường gọi là cá chuột đốm, cá chuột mũi dài, cá chuột Agassiz, là một loài cá da trơn nước ngọt nhiệt đới thuộc chi Corydoras trong họ Callichthyidae. Loài này được tìm thấy ở thượng nguồn lưu vực sông Amazon, thuộc địa phận của các quốc gia: Brazil, Colombia và Peru.
Loài cá này được đặt theo tên của vùng Rio Ampiyacu của Peru, nơi sinh sống bản địa của nó.

## Mô tả
C. ambiacus trưởng thành dài khoảng 5 - 6,5 cm. Chúng thường sống ở tầng đáy của các sông hồ, đầm lầy, thích hợp với môi trường nước có độ pH từ 6,0 đến 8,0, độ cứng của nước khoảng 2 - 25 dGH và nhiệt độ khoảng từ 21 đến 25 °C. Thức ăn chủ yếu của C. ambiacus là giun, côn trùng, động vật giáp xác và rong rêu.
Loài này được mô tả lần đầu tiên vào năm 1872 nhưng lại không kèm theo hình ảnh hoặc bản vẽ. Tác giả có ghi chú như sau: "Thân màu rơm, có nhiều đốm nâu mờ ở hai bên. Vây lưng có một đốm đen lớn ở phía trước, lan xuống cả vùng gốc vây. Bốn dải màu nâu dọc trên vây đuôi; vây hậu môn có đốm. Phần má có ánh màu xanh dương".
Cá mái có kích thước lớn hơn cá đực khi trưởng thành. C. ambiacus cũng được nuôi để làm cảnh, tương tự như những loài họ hàng của nó.